# Denunciação caluniosa
O crime de denunciação caluniosa está previsto no artigo 339 do Código Penal Brasileiro.
Comete quem aciona indevidamente ou movimenta irregularmente a máquina estatal de persecução penal (delegacia, fórum, Ministério Público, CPI, corregedoria, etc.) fazendo surgir contra alguém um inquérito ou processo imerecido.
O criminoso, de forma maldosa, maliciosa e/ou ardilosa, faz nascer contra a vítima, esta que não merecia, uma investigação ou um processo sobre fato não ocorrido ou praticado por outra pessoa.
Essas mentiras, acompanhadas de processo judicial ou inquérito, são suficientes para a caracterização do crime. Caso não ocorra o inquérito ou processo, caracteriza-se o delito do artigo 340 do Código Penal Brasileiro, (Comunicação falsa de crime ou contravenção).
ARTIGO 339 CP: "Dar causa à instauração de investigação policial, de processo judicial, instauração de investigação administrativa, inquérito civil ou ação de improbidade administrativa contra alguém, imputando-lhe crime de que o sabe inocente:" Pena: Reclusão, de 2 a 8 anos, e multa.
§ 1º - A pena é aumentada de sexta parte, se o agente se serve de anonimato ou de nome suposto.
§ 2º - A pena é diminuída de metade, se a imputação é de prática de contravenção.